# Laura Berg
Laura Kay Berg (Whittier, Kalifornia, 1975. január 6. –) amerikai olimpikon softballozó és softballedző, az Oregon State Beavers softballcsapatának vezetőedzője. 1998-ban megnyerte a Women’s College World Seriest, és a Western Athletic Conference-ben ő vezeti az ütés, hazafutás és hárombázisos ütés pontszámát. Négy olimpián nyert aranyérmet, valamint az USA Softball Hall of Fame tagja.

## Játékosként

### Fresno State Bulldogs
Santa Fe Springsben nőtt fel, a Santa Fe High Schoolban érettségizett. Ikertestvérével a Fresno State Bulldogs softballcsapatának játékosai lettek. Első szezonjában Laura Berg elnyerte a National Fastpitch Coaches Association All-America elismerését, a csapat pedig 1994-ben kijutott a Women’s College World Seriesre. Második szezonjában újra elnyerte az All-America elismerést, hárompontos ütéseivel a Western Athletic Conference élére került. Részt vett az 1996-os atlantai olimpián, majd újra elnyerte az NFCA All-American elismerését.
A második, 1997-es WCWS-en az Arizona Wildcats 6–3-ra legyőzte őket. Berg 1998-ban újra elnyerte az All-America elismerést. A WCWS-en május 21-én legyőzték a Nebraska Cornhuskerst, de a május 24-ei elődöntőn kikaptak a Washington Huskiestól.
Berg elnyerte az All-Tournament elismerést. Ütéspontszámai alapján az NCAA rangsorának második helyén áll.

### Nemzeti válogatott
1994-ben a nemzeti női softballválogatott tagja lett, és részt vett az 1994-es ISF-bajnokságon, ahol a csapat aranyérmes lett. 1998-ban a világbajnokságon, 1999-ben a pánamerikai játékokon, 2000-ben pedig a nyári olimpián nyert aranyérmet.
A 2002-es világbajnokságon, a 2003-as pánamerikai játékokon és a 2004-es olimpián szintén aranyérmes lett. 2006-ban Pekingben egymás után negyedszerre lett világbajnok.
A 2007-es pánamerikai játékokon aranyérmes lett, és a záróünnepségen ő vitte az amerikai zászlót. A 2008-as pekingi olimpián csapata ezüstérmet szerzett. Augusztusban visszavonult a nemzetközi versenyzéstől.

## Edzőként
2000 és 2003 között, illetve 2006-ban a Fresno State Bulldogs edzőhelyettese volt, ezalatt továbbra is a nemzeti válogatottban játszott. 2012-ben a nemzeti válogatott edzőhelyettese lett; az évben világbajnokságot nyertek.
2006-ban bekerült a Women’s College World Series 25. évfordulós csapatának összeállításába, 2012-ben pedig 2004-es csapattársaival az olimpiai dicsőségcsarnokba.
2011-ben az Oregon State Beavers munkatársa lett; az évben részt vettek a regionális bajnokságon. Augusztus 27-én a softballcsapat vezetőedzőjévé nevezték ki.

## Díjai és mérföldkövei
- A 2005-ös International Sports Invitational bajnoka
- A WPSL Gold olimpikonokból álló csapatának játékosa
- WAC bajnok (Fresno State Bulldogs)
- A Bulldogs második játékosa, aki egy szezon alatt száz ütést ér el
- NFCA All-American (4×)
- NCAA All-Regional (4×)
- WCWS 25. évfordulós csapat
- Az Olympic Hall of Fame tagja (2004, Team USA)
- A Fresno County Athletic Hall of Fame tagja (2009)[30]

## Statisztika
| Év        | G   | AB  | R   | H   | BA   | RBI | HR | 3B | 2B | TB  | SLG   | BB | SO | SB | SBA |
| --------- | --- | --- | --- | --- | ---- | --- | -- | -- | -- | --- | ----- | -- | -- | -- | --- |
| 1994      | 65  | 238 | 42  | 83  | .348 | 20  | 2  | 5  | 4  | 103 | .433% | 4  | 8  | 5  | 6   |
| 1995      | 69  | 238 | 62  | 101 | .424 | 31  | 1  | 11 | 13 | 139 | .584% | 10 | 3  | 11 | 13  |
| 1997      | 69  | 245 | 69  | 104 | .424 | 34  | 2  | 7  | 16 | 140 | .571% | 5  | 2  | 7  | 8   |
| 1998      | 63  | 236 | 72  | 108 | .457 | 16  | 1  | 2  | 3  | 118 | .500% | 2  | 4  | 16 | 17  |
| Összesen: | 266 | 957 | 245 | 396 | .414 | 101 | 6  | 25 | 36 | 500 | .522% | 21 | 17 | 39 | 44  |

| Év        | AB  | R   | H   | BA   | RBI | HR | 3B | 2B | TB  | SLG   | BB | SO | SB | SBA |
| --------- | --- | --- | --- | ---- | --- | -- | -- | -- | --- | ----- | -- | -- | -- | --- |
| 1996      | 22  | 2   | 6   | .272 | 0   | 0  | 0  | 1  | 7   | .318% | 0  | 0  | 0  | 0   |
| 2000      | 38  | 2   | 6   | .158 | 0   | 0  | 0  | 0  | .6  | .158% | 0  | 2  | 0  | 0   |
| 2004      | 130 | 37  | 47  | .361 | 23  | 2  | 1  | 3  | 55  | .423% | 2  | 2  | 4  | 4   |
| 2008      | 100 | 59  | 46  | .460 | 11  | 0  | 2  | 4  | 54  | .540% | 7  | 3  | 1  | 2   |
| Összesen: | 290 | 100 | 105 | .362 | 34  | 2  | 3  | 8  | 125 | .431% | 9  | 7  | 5  | 6   |

## Eredményei vezetőedzőként
| Év                                       | Eredmény                                 | Eredmény                                 | Helyezés                                 | Továbbjutás                              |
| Év                                       | Összesített                              | Konferencia                              | Helyezés                                 | Továbbjutás                              |
| Oregon State Beavers (Pac-12 Conference) | Oregon State Beavers (Pac-12 Conference) | Oregon State Beavers (Pac-12 Conference) | Oregon State Beavers (Pac-12 Conference) | Oregon State Beavers (Pac-12 Conference) |
| ---------------------------------------- | ---------------------------------------- | ---------------------------------------- | ---------------------------------------- | ---------------------------------------- |
| 2013                                     | 30–24                                    | 8–16                                     | 8.                                       | NCAA Regional                            |
| 2014                                     | 18–31                                    | 5–17                                     | 7.                                       | –                                        |
| 2015                                     | 26–26                                    | 6–18                                     | 8.                                       | –                                        |
| 2016                                     | 30–20–1                                  | 9–14                                     | 7.                                       | NCAA Regional                            |
| 2017                                     | 28–27                                    | 9–15                                     | T–6.                                     | NCAA Regional                            |
| 2018                                     | 30–28                                    | 9–14                                     | 6.                                       | NCAA Regional                            |
| 2019                                     | 26–19                                    | 8–14                                     | 6.                                       | –                                        |
| 2020                                     | 17–9                                     | 0–0                                      | –                                        | A szezon megszakadt.                     |
| 2021                                     | 20–26                                    | 7–17                                     | 7.                                       | –                                        |
| 2022                                     | 39–22                                    | 9–15                                     | 6.                                       | Women’s College World Series             |
| Összesen:                                | 268–232–1 (.536)                         | 70–140 (.333)                            | –                                        | –                                        |

## Fordítás
- Ez a szócikk részben vagy egészben  a   Laura Berg című angol Wikipédia-szócikk ezen változatának fordításán alapul.  Az eredeti cikk szerkesztőit annak laptörténete sorolja fel. Ez a jelzés csupán a megfogalmazás eredetét és a szerzői jogokat jelzi, nem szolgál a cikkben szereplő információk forrásmegjelöléseként.